# タルイピアセンター
タルイピアセンターは岐阜県不破郡垂井町にある図書館、歴史民俗資料館、歴史文献センターなどで構成された文化施設のことである。垂井町で毎年11月に朝倉運動公園で行われる「ふれあい垂井ピア」と混同されることがある。

## 基礎情報
- 各施設入場無料
- 開館日：
  - 火曜日～日曜日（10:00～18:00）
- 休館日：※祝日の場合は翌日休館
  - 毎週月曜日　
  - 毎月最終木曜日（12月をのぞく）
  - 年末年始(12月28日～1月4日)
  - その他、蔵書点検などで臨時休館することがある。

## 各施設の概要

### 図書館
蔵書数:98433冊
貸出にはカードが必要。
- 貸出上限：1人10冊
- 貸出期間：2週間

### 歴史民俗資料館

#### 常設展示室
- 「うるおいのあるまち」
- 「大昔のくらしをたずねて」
- 「古墳とその時代」
- 「竹中半兵衛一代記」
- 「宿場のいとなみ」
- 「くらしと信仰」

上記の作品によって垂井の歴史や文化、自然などを映像や展示物、音響などで体感できる。

#### 企画展示室
特別展などはこちらの会場を使用する。

### 歴史文献センター
垂井町に関する様々な資料、史料、図書の閲覧が可能。

### 学習室
- 申し込みの必要はなし。
- 自由に利用可能。

## 交通アクセス
- 鉄道+徒歩

JR東海 東海道本線 垂井駅下車。徒歩10分
- 鉄道+巡回バス

垂井駅で巡回バスに乗り換え「タルイピアセンター」で降車。全ての路線がタルイピアセンターに停車する
。
- 車
  - 名神高速道路関ケ原ICから10分
  - 東海環状自動車道大垣西ICから10分
    - 駐車場 100台